# Ali Seif Nasseri
Ali Seif Nasseri (persisch علی سیف ناصری; * 29. März 1950 in Buenos Aires; † 25. August 2012 in Landsberg am Lech) war ein deutsch-iranischer Maler und Bühnenbildner.

## Leben und Kunst
Ali Seif Nasseri wurde als Sohn eines Iraners und einer Deutschen am 29. März 1950 in Buenos Aires geboren. Sein Vater war Kunstberater von Schah Mohammad Reza Pahlavi. Nach Besuch einer Waldorfschule in München studierte er später in Wien und Salzburg Kunstgeschichte und Bühnenbild bei Herbert von Karajans Chefbühnenbildner Professor Günther Schneider-Siemssen. 1974 erhielt Nasseri für die Entwicklung eines mobilen Bühnenverwandlungssystems den Ehrenpreis der Stadt Salzburg. Unter anderem war er danach als Chefbühnenbildner am City Theater in Teheran tätig.
Ab 1986 arbeitete er als freier Künstler und Bühnenbildner in Oberbayern. Unter anderem war er als Bühnenbildner des Stadttheaters Landsberg am Lech tätig und stellte in diversen Institutionen wie der Galerie in der Mühlgasse und dem Blauen Haus in Diessen aus. Als Kulturmanager der Stadt Landsberg war er unter anderem verantwortlich für das Projekt Via Claudia Augusta, eine Wiederbelebung der alten Kulturstraße von Donauwörth nach Ostiglia. Darüber hinaus rief er das Poesiefestival Lyrik am Lech in Landsberg gemeinsam mit Hans Magnus Enzensberger ins Leben. Zusammen mit seiner Ehefrau Manuela von Perfall war er Mitbegründer des Festivals „h.und“ im Park von Schloss Greifenberg.

## Ausstellungen
- Zauberei des Absurden. 2009, Galerie im Kurhaus Bad Wörishofen[5]
- Gemengelage. 2010, von Maltzahn Fine Arts München[6]